# Mándalo (Pella)
Mándalo, en grec moderne : Μάνδαλο, est un village du dème de Skýdra, en Macédoine-Centrale, Grèce.
Selon le recensement de 2011, la population du village compte 1 080 habitants.